# الکساندرا بندیکتسون
الکساندرا بندیکتسون (انگلیسی: Alexandra Benediktsson؛ زادهٔ ۲۲ اکتبر ۱۹۹۴) بازیکن فوتبال اهل سوئد است.
وی همچنین در تیم‌های ملی فوتبال Sweden women's national under-17 football team و Sweden women's national under-19 football team بازی کرده‌است.